# تيم فوكس
تيم فوكس (بالإنجليزية: Tim Fox)‏ هو محامي وسياسي أمريكي، ولد في 22 أغسطس 1957 في هاردن في الولايات المتحدة. حزبياً، نشط في الحزب الجمهوري.

## وصلات خارجية
- الموقع الرسمي